# Дом Бернарды Альбы
Дом Берна́рды А́льбы (исп. La casa de Bernarda Alba) — пьеса Федерико Гарсиа Лорки, написанная в 1936 году.
Действие пьесы происходит на юге Испании, в Андалусии.

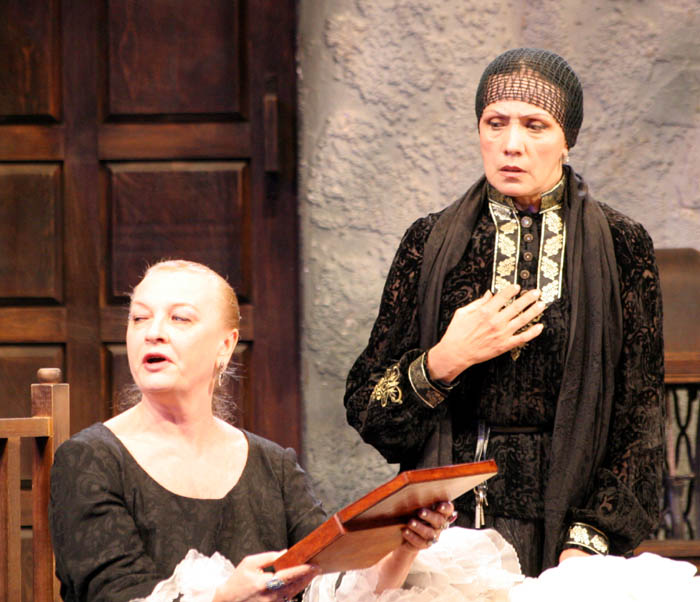
Спектакль Саратовского театра драмы
Мария Хосефа — Валентина Федотова, Бернарда Альба — Тамара Джураева

## Действующие лица
- Бернарда Альба — 60 лет
- Мария Хосефа, её мать — 80 лет, сумасшедшая
- Ангустиас — старая дева в возрасте 39 лет
- Магдалена — 30 лет
- Амелия — 27 лет
- Мартирио — 24 года
- Адела — 20 лет
- Понсия — 60 лет
- Служанка — 50 лет
- Пруденсия — 60 лет

## Сюжет
После смерти своего второго мужа Бернарда Альба налагает восьмилетний траур на всю семью в соответствии со своей семейной традицией. Таким образом, она пытается сохранить свою репутацию безукоризненного матриарха среди односельчан. Своих пятерых дочерей в возрасте от 20 до 39 лет Бернарда постоянно контролирует, запрещая любые формы отношений с местными жителями. Долгий траурный период ещё больше изолирует их, и в семье нарастает напряжение.
Старшая дочь, Ангустиас, унаследовала большую сумму денег от своего отца, первого мужа Бернарды. Но второй муж последней оставил своим четырём дочерям небольшое приданное. Богатство Ангустиас привлекает молодого ухажёра из деревни, Пепе Эль Романо. Её сестры завидуют такому развитию событий, считая несправедливым то, что ничем не примечательная и почти сорокалетняя Ангустиас имеет как средства, так и возможность вступить в брак и сбежать от удушающего контроля Бернарды, являясь состоятельной наследницей и старшей дочерью. 
Младшая сестра, Адела, находясь в необъяснимом эйфорическом состоянии после похорон отца, бросает вызов приказам Бернарды и надевает зеленое платье вместо траурного. Но её радость недолговременна; вскоре она обнаруживает, что Ангустиас помолвлена и вскоре выйдет замуж за Пепе. Понсия, служанка Бернарды, советует Аделе не выдавать своих чувств и подождать: в силу возраста и состояния здоровья Ангустиас, вероятно, умрёт при родах, если забеременеет. 
Пока Понсия и Бернарда обсуждают наследство дочерей, Бернарда замечает, что Ангустиас накрашена. Разъярённая тем, что старшая дочь не выполняет её приказы и не следует наложенному глубокому трауру, Бернарда яростно счищает макияж с её лица. Заходят другие дочери, а также пожилая мать Бернарды Мария Хосефа, которую Бернарда держит взаперти. Мария Хосефа объявляет, что хочет выйти замуж; она также предупреждает Бернарду, что та превратит сердца своих дочерей в пыль, если и впредь будет их так безжалостно контролировать. 
Выясняется, что Адела и Пепе – любовники. Адела ведёт себя всё более вызывающе по отношению к своей матери и сёстрам, особенно к Мартирио, с которой она начинает постоянно ссориться, когда выясняет, что та влюблена в Пепе. Аделу охватывает ужас, когда до семьи доходят слухи о том, что сельчане пытали молодую женщину, которая родила и убила незаконнорождённого ребёнка.
Нарастающее напряжение в семье приводит к большой ссоре, в течение которой многие тайны становятся явными, вследствие чего Бернарда начинает преследовать Пепе, при этом угрожая его застрелить. На улице раздаётся выстрел. Мартирио с Бернардой возвращаются и дают всем понять, что Пепе был убит. Адела выбегает из комнаты в расстроенных чувствах, и в её отсутствие Мартирио признается остальным обитателям дома, что Пепе успел сбежать и не был ранен. Бернарда оправдывается, утверждая, что женщин нельзя обвинять в неумении целиться. Раздается пронзительный крик Понсии, ушедшей на поиски Аделы. Не зная, что Пепе сбежал, Адела повесилась.
Заключительные строки спектакля показывают Бернарду, характерно озабоченную репутацией семьи. Она приказывает своим дочерям молчать о том, что Адела покончила собой, и настаивает на том, что она умерла девственницей, требуя, чтобы об этом стало известно всем в селе. В тексте подразумевается, что у Аделы и Пепе был роман, но гордость и моральные устои Бернарды не позволяют ей даже рассмотреть такой вариант. В отсылке на предсказание Хосефы семья как такова полностью разрушена. Аделу некому оплакивать.

## Известные постановки
- 8 марта 1945 — первая постановка пьесы в театре Авенида, в городе Буэнос-Айрес.
- 1978 — танцевальный спектакль Матса Эка, «Кульберг-балет», Стокгольм.
- 1971 — «Сёстры[англ.]», балет Кеннета Макмиллана на музыку Франка Мартена, Королевский балет, Лондон.
- 1988 — постановка Таганрогского драматического театра.
- 2002 — постановка Московского театра Стаса Намина.
- 13 мая 2006 — постановка Марины Глуховской, Саратовского театра драмы имени И. А. Слонова[1].
- январь 2006 — постановка Юрия Кордонского[англ.], Малый драматический театр, Санкт-Петербург.
- апрель 2011 — постановка Темура Чхеидзе Большой драматический театр имени Г. А. Товстоногова, Санкт-Петербург.
- 26 октября 2012 — постановка Евгения Марчелли, Российский театр драмы имени Ф. Волкова, Ярославль.
- 4 марта 2016 — мюзикл Майкла Джона ЛаКьюзы, режиссёр Алексей Франдетти, Свердловский государственный академический театр музыкальной комедии, Екатеринбург.
- 27 октября 2016 года - Электротеатр Станиславский (Москва), режиссёр Алиса Селецкая
- сентябрь 2019 — постановка Дианы Добревой, Пермский академический Театр-Театр, г. Пермь.
- 30 ноября 2019 — пластический спектакль Театра пластической драмы «Пигмалион», режиссёр-хореограф Ангелина Станкевич, Москва.
- Март 2021 — спектакль «Учебного театра ГИТИС» (курса Кончаловского).
- Июнь 2021 — постановка Юрия Шмакова, театральное отделение Краснодарского педагогического колледжа.
- Май 2022 — постановка Ирины Якубовской, Народный драматический театр, Москва

- 11 июня 2023 - ТЮЗ им. Габит Мусрепова, Алматы https://musrepov.kz/
- 6 октября 2024 - театр «Сфера» (Москва), режиссёр - постановщик Иван Рубцов

## Известные экранизации
- 1957 — Дом Бернарды Альбы, Германия, режиссёр Франц Петер Вирт[нем.]
- 1960 — Дом Бернарды Альбы, Мексика
- 1963 — Дом Бернарды Альбы, Нидерланды
- 1964 — Дом Бернарды Альбы, Норвегия
- 1974 — Дом Бернарды Альбы, Мексика, режиссёр Хулио Кастильо, в роли Аделы — Офелия Медина[исп.]
- 1982 — Дом Бернарды Альбы, Мексика, режиссёр Густаво Алатристе[англ.]
- 1982 — Дом Бернарды Альбы, СССР, режиссёр Бидзина Чхеидзе
- 1987 — Дом Бернарды Альбы, США, режиссёр Марио Камус, в роли Аделы — Анна Белен
- 1991 — Дом Бернарды Альбы, Великобритания, режиссёры Стюарт Бёрдж[англ.] и Нурия Эсперт[исп.]; в роли Бернарды Альбы — Гленда Джексон, в роли Понсии — Джоан Плаурайт
- 1999 — Дом Бернарды Альбы, Куба, режиссёр Белькис Вега (Belkis Vega)

## Музыкальные произведения
Опера Хельмута Эринга и Ирис тер Шипхорст (1999).

## Переводы
Русский перевод Н. Наумова.